# 初山別站

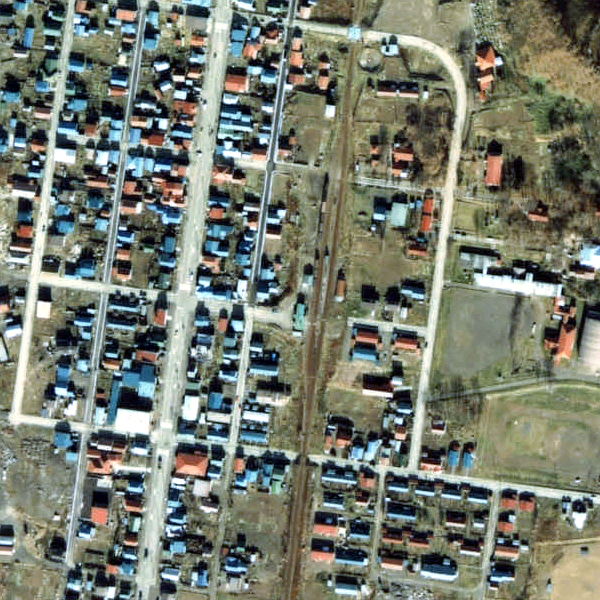
1977年的初山別站與方圓約500米範圍。上方為幌延方向。曾經與天鹽有明站同樣，當時設有1面2線的島式月台，車站大樓前設有貨物起卸線。圖中還有貨物線和貨物列車停靠。車站後方北邊還有轉車盤的遺蹟，車站後方也有側線，但是詳情不明。

初山別站（日语：／ Shosambetsu eki */?）是位於北海道苫前郡初山別村字初山別，日本國有鐵道（國鐵）的羽幌線車站（廢站）。隨著羽幌線廢線，車站在1987年（昭和62年）3月30日廢除。
在1986年（昭和61年）10月前，急行「羽幌」停靠此站。

## 歷史
- 1957年（昭和32年）11月6日 - 日本國有鐵道羽幌線築別站至此站之間開通，此站啟用[2]。當時為一般車站[1]。
- 1958年（昭和33年）10月18日 - 此站至遠別站之間開通，成為中途站。羽幌線全線開通。
- 1982年（昭和57年）3月29日 - 結束處理貨物[1]。
- 1984年（昭和59年）2月1日 - 結束處理行李[1]。
- 1987年（昭和62年）3月30日 - 羽幌線全線廢除，此站也廢除[1]。

## 車站構造
截至車站廢除前，車站是一座地面車站，設有1面2線的島式月台，當時可進行列車交會。車站大樓一方（西邊）為下行1號月台，外側（東邊）為上行2號月台。在1號月台外側靠近車站大樓一方設有貨物側線和貨物月台。截至1983年（昭和58年），側線於留萌一方和幌延一方兩邊還保留了轉轍器。後來，留萌一方的轉轍器和路軌一部分被撤走。側線內停泊了維護路軌專用的軌道工程車。
此站是職員配置站。車站大樓位於站內西南方，鄰接月台與站內平方道。

## 站名的由來
車站名稱取自村名。

## 使用狀況
- 在1981年度（昭和56年度），一日上落車人次數目為131人[3]。

## 車站周邊
- 北海道道448號千代田初山別停車場線（日语：北海道道448号千代田初山別停車場線）
- 國道232號（日语：国道232号）（天賣國道/日本海奧羅龍線（日语：日本海オロロンライン））
- 初山別村公所
- 羽幌警署（日语：羽幌警察署）初山別駐在所
- 初山別郵局
- 留萌信用金庫（日语：留萌信用金庫）初山別分店
- 初山別村立初山別中學
- 初山別村立初山別小學
- 初山別海岸 - 位於車站西邊約0.2公里。該處為釣魚勝地[3]。
- 初山別川

## 現況
截至1999年（平成11年），於舊站內設有細而長的公園，車站大樓遺址變成巴士總站。沿岸巴士駛入總站。截至2010年（平成22年）也是同樣。
- 羽幌總站、留萌十字街方向
- 遠別、幌延站、豐富站方向

※特急羽幌號、快速旭川線停靠「初山別役場前」巴士站
另外，從初山別站北上500米後，路線會沿金駒內地區的海岸線行走，從該處至豐岬方向約700米區間中，路軌建設於懸崖邊，該區間中途連續途經3條初山別陸橋，通稱「金駒內陸橋」。橋柱以神殿狀的支柱建造，在橋上（車廂上）彷佛在空中望見日本海的景觀，成為羽幌線其中一個著名風景。
上述遺址中，由於避免國道受山泥傾瀉的影響，截至1999年（平成11年）開始撤走橋樑。截至2010年（平成22年），撤走作業完成。在該處北邊的「金駒內川橋樑」截至2011年（平成23年）還存在，該橋樑是混凝土橋。

## 相鄰車站
日本國有鐵道
羽幌線
天鹽榮－初山別－豐岬

## 注腳
1. 1 2 3 4 5 6 7  石野哲（編）. . JTB. 1998: 872. ISBN 978-4-533-02980-6 （日语）.
2. 1 2   第1版. 札幌市: 日本国有鉄道北海道総局. 1973-3-25: 108. ASIN B000J9RBUY （日语）.
3. 1 2 3 4 5  宮脇俊三 (编). . 原田勝正. 小學館. 1983-7: 201. ISBN 978-4093951012 （日语）.
4. 1 2  工藤裕之. . 北海道新聞社. 2011-12: 72. ISBN 978-4894536197.
5. 1 2  宮脇俊三 (编). . JTB Can Books. JTB出版. 1999-3: 23–24. ISBN 978-4533031502 （日语）.
6. 1 2 3  今尾惠介 (编). . JTB出版. 2010-3: 47–48. ISBN 978-4533078583 （日语）.
7. ↑  本久公洋. . 北海道新聞社. 2011-9: 217. ISBN 978-4894536128 （日语）.

## 外部連結
- 羽幌線廢線跡調査 （页面存档备份，存于）（日語）